# Annette Wiegand
Annette Wiegand (geb. 1977 in Marburg) ist eine deutsche Zahnärztin und Wissenschaftlerin. Sie ist Professorin für präventive Zahnmedizin und Parodontologie an der Georg-August-Universität in Göttingen sowie ehemalige Präsidentin der Deutschen Gesellschaft für Zahnerhaltung.

## Werdegang
Wiegand absolvierte von 1996 bis 2001 ein Studium der Zahnmedizin an der Philipps-Universität in Marburg. Ein Jahr nach ihrem Staatsexamen wurde sie dort promoviert. Von April 2002 bis Februar 2006 war sie als Assistenzärztin an der Universitätsmedizin in Göttingen tätig. Anschließend war sie für zwei Jahre zunächst als Assistentin, dann von 2008 bis 2012 als Oberärztin an der Klinik für Präventivzahnmedizin, Parodontologie und Kariologie der Universität Zürich tätig. In 2008 war Wiegand als visiting Professor an der Abteilung für Biochemie der Fakultät für Zahnheilkunde der Universität São Paulo in Brasilien tätig. Aus diesem Austausch ging eine langfristige Zusammenarbeit hervor. Sie setzte bereits zu Beginn ihres Werdegangs einen Schwerpunkt auf die systematische Sanierung der Gebisse der Patienten. Zudem absolvierte sie eine umfassende klinische Weiterbildung in der restaurativen Zahnmedizin und der  Endodontologie.

## Forschung und Lehre
Wiegand habilitierte sich 2009 an der Universität Zürich zum Thema „Eficacy of tetrafourides, especially titanium terafluoride (TiF4), to prevent dental erosion“.  Im Jahr 2010 erhielt Wiegand dort die Venia legendi. Neben der Leitung des klinischen Kurses der Zahnerhaltung nahm Wiegand an der Zürcher Universität zahlreiche administrative Aufgaben wahr und war zudem verantwortlich für die auszubildenden Dentalassistentinnen der Klinik für Präventivzahnmedizin, Parodontologie und Kariologie. Im Jahr 2013 leitete Wiegand für einige Monate die wissenschaftliche Abteilung Kariologie der Zürcher zahnmedizinischen Poliklinik. Im Jahr 2013 wurde Wiegand Direktorin der Poliklinik für Präventive Zahnmedizin, Parodontologie und Kariologie an der Universitätsmedizin Göttingen. Gleichzeitig wurde sie an die Julius-Maximilians-Universität Würzburg und an die Georg-August-Universität in Göttingen berufen. Sie lehnte den Ruf nach Würzburg ab und hat seitdem den Lehrstuhl für Präventive Zahnmedizin und Parodontologie in Göttingen inne.

### Wissenschaftlicher Beitrag
Wiegand hat sich für ihre Leistungen in der Erforschung der Zahnmedizin einen internationalen Ruf erworben.  Sie entwickelt Strategien, um säurebedingten Zahnschädigungen vorzubeugen. Ihre Forschungsschwerpunkte liegen in den Bereichen präventive und restaurative Zahnmedizin sowie der Kariologie.

### Preise und Ehrungen
Wiegand wurde für ihre wissenschaftliche Arbeit bereits mehrfach ausgezeichnet. Im Jahr 2016 erhielt sie mit dem Dental Education Award der Kurt-Kaltenbach-Stiftung den angesehensten deutschen Lehrpreis der Zahnmedizin. Ausgezeichnet wurde ihre Studie  „Auswirkungen des differenziellen Lehr- und Lernansatzes auf den Prüfungserfolg im Phantomkurs der Zahnerhaltungskunde“. Für ihre Beteiligung an der Untersuchung zur Haltbarkeit von computergestützt erstellten Teilkronen an der Universität Göttingen erhielt Wiegand im Jahr 2022 den Forschungspreis der Arbeitsgemeinschaft für Keramik in der Zahnheilkunde (AG Keramik).

## Engagement
Seit 2020 engagiert Wiegand sich im Vorstand der Deutschen Gesellschaft für Zahnerhaltung. Im November 2022 wurde sie zur Präsidentin der Fachgesellschaft gewählt.